# Kolossos Rodou BC
O Kolossos Rodou Basketball Club é um clube profissional de basquetebol sediado na cidade de Rodes, Grécia que atualmente disputa a Liga Grega. Foi fundado em 1963 e manda seus jogos na Kallithea Palais des Sports com capacidade para 3.400.